# Danielle Caron
Danielle Caron (Sint-Lambrechts-Woluwe, 15 april 1961) is een voormalig Belgisch politica.

## Levensloop
In 1985 voltooide Caron een licentie in de handels- en de financiële wetenschappen, optie Financiën en Economie aan de hogeschool ICHEC in Brussel en nadien volgde ze in 1986 een postuniversitaire specialisatie in het bedrijfsbeleid, optie financiën en marketing aan het VLEKHO in Schaarbeek. In 2011 behaalde Caron nog een master in milieubeheer en milieuwetenschappen aan de ULB.
Van 1986 tot 1990 was zij assistent-bedrijfsrevisor bij het accountancybedrijf KPMG in Antwerpen en daarna werkte ze van 1990 tot 1992 als lector aan de hogeschool ICHEC. In 1992 werd zij vervolgens docente bedrijfsbeheer aan de handelsschool EPHEC. Daarnaast werd Danielle Caron vanaf 1991 investeringsmanager en vanaf 2018 business development manager bij de Brusselse investeringsmaatschappij finance&invest.brussels, tot 2018 Gewestelijke Investeringsmaatschappij voor Brussel geheten.
Oorspronkelijk werd ze lid van het FDF en werd voor deze partij in oktober 1982 verkozen tot gemeenteraadslid van Sint-Lambrechts-Woluwe, wat ze bleef tot in december 2018. Van 1989 tot 2006 was ze er schepen, bevoegd voor Financiën, Informatica en Kinderopvang. Van 1995 tot 2014 was Caron tevens lid van het Brussels Hoofdstedelijk Parlement. Ze werd er actief in de commissies Infrastructuur en Binnenlandse Zaken en het adviescomité voor de gelijke kansen tussen mannen en vrouwen en toonde grote belangstelling voor de bescherming van het leefmilieu, Franse cultuur en de verdediging van de Franstalige belangen. Van 2001 tot 2004 was zij secretaris van het Brussels Parlement en nadien van 2004 tot 2005 voorzitter van de commissie Huisvesting en Stadsvernieuwing. Bij de verkiezingen van mei 2014 werd ze niet meer herkozen.
In 2004 kwam Caron stevig in aanvaring met FDF-voorzitter Olivier Maingain, die net als haar naar het burgemeesterschap van Sint-Lambrechts-Woluwe lonkte. Maingain won daarbij het pleit. Na beschuldigingen over financiële onregelmatigheden in haar ambt als schepen werden haar haar bevoegdheden als schepen afgenomen, waarop ze in november 2004 besloot om bij de gemeenteraadsverkiezingen van oktober 2006 met een eigen lijst op te komen. Als gevolg hiervan werd ze uit het FDF gestoten en werd ze onafhankelijk parlementslid.
Met de lijst CAP Woluwe, een kartellijst van christendemocraten, socialisten en groenen, deed Caron in oktober 2006 een gooi naar het burgemeesterschap, maar ze haalde niet genoeg stemmen voor een absolute meerderheid. In nasleep hiervan vond Caron in januari 2007 politiek onderdak bij het cdH. De relaties met de lokale cdH-afdeling in Sint-Lambrechts-Woluwe verzuurden echter en bij de lokale verkiezingen van oktober 2012 greep Caron naast het lijsttrekkerschap, waarna ze als onafhankelijke op de lokale MR-lijst ging staan en in mei 2012 werd buitengezet bij het cdH. In april 2014 sloot Caron zich formeel aan bij de MR.
Ze werd ook actief als feministe. Van 2000 tot 2004 was Caron voorzitster van de vzw Femmes 2000, die ijverde voor een sterkere vertegenwoordiging van vrouwen in de politiek en het bevorderen van de gelijke kansen tussen vrouwen en mannen in media, onderwijs, cultuur en permanente vorming, en ze werd ook voorzitter van de commissie Politiek en Wetgevend Beleid van de Conseil des Femmes Francophones de Belgique, de Franstalige Vrouwenraad. 